# Saint-Pastour
Saint-Pastour település Franciaországban, Lot-et-Garonne megyében. Lakosainak száma 377 fő (2022. január 1.). Saint-Pastour Beaugas, Casseneuil, Pailloles és Pinel-Hauterive községekkel határos.

## Népesség
A település népessége az elmúlt években az alábbi módon változott:
| Lakosok száma | 429  | 343  | 347  | 381  | 400  | 400  | 389  | 377  | 372  | 377  |
|               | 1968 | 1982 | 1990 | 2006 | 2013 | 2015 | 2017 | 2019 | 2020 | 2022 |